# Amphistomus pectoralis
Amphistomus pectoralis är en skalbaggsart som beskrevs av Matthews 1974. Amphistomus pectoralis ingår i släktet Amphistomus och familjen bladhorningar. Inga underarter finns listade i Catalogue of Life.